# Atom Ant
A Formiga Atômica é um desenho animado de um super-herói criado por Hanna-Barbera em 1965. Seu nome (original em inglês, Atom Ant) pode ser derivado de adamantino (adamant, em inglês), numa indicação de sua grande força (excedendo "50 vezes seu próprio peso").
A Formiga Atômica tem sua base num formigueiro próximo da cidade, onde ela tem um computador do tipo mainframe e equipamentos de exercício. Seus poderes consistem na habilidade de voar, super-velocidade e força descomunal.
Ela é contactada pela polícia para resolver os crimes, sendo algumas missões parodiadas de Batman.
A frase de ação da Formiga Atômica "Up and At 'em, Atom Ant!", foi traduzida pela dublagem original brasileira para "Lá vai a triônica, Formiga Atômica". Era proferida a cada ataque. Sempre que não conseguia ter força suficiente para uma determinada tarefa, ela voltava ao seu formigueiro, levantava os halteres algumas vezes e voltava para completar sua missão.
Teve aparições na série Zé Colméia.
No Brasil o desenho já estreou pela Rede Globo ainda nos anos 70 no bloco HB 77. Depois foi retransmitido nas demais décadas pela TV Record, TV Bandeirantes, SBT (nos programas Oradukapeta e Sábado Animado), TVA Clássicos e Tooncast. Atualmente vai ao ar na Rede Brasil no bloco RB Kids.

## Episódios
| Ep. | Título original             | Título                           |
| --- | --------------------------- | -------------------------------- |
| 1   | "Up and Atom"               | "Lá Vai a Triônica"              |
| 2   | "Crankenshaft's Monster"    | "O Monstro de Crankenshaft"      |
| 3   | "Gem-A-Go-Go"               | "Uma Formiga de Briga"           |
| 4   | "Ferocious Flea"            | "A Pulga Feroz"                  |
| 5   | "Rambling Robot"            | "O Robô Errante"                 |
| 6   | "Nobody´s Fool"             | "Quem É o Trouxa"                |
| 7   | "Atom Ant Meets Karate Ant" | "A Formiga Atômica e o Karatê"   |
| 8   | "Fastest Ant In the West"   | "A Formiga Mais Rápida do Oeste" |
| 9   | "Mistaken Identity"         | "Identidades Trocadas"           |
| 10  | "How Now Bow Wow"           | "Perigo É Comigo"                |
| 11  | "Dragon Master"             | "Golpe de Mestre"                |
| 12  | "The Big Gimmick'"          | "Se Precisar é Só Chamar!"       |
| 13  | "Super Blooper"             | "Com Toda a Força"               |
| 14  | "Wild, Wild Ants"           | "Formigas Selvagens"             |
| 15  | "Dina-Sore"                 | "Em Defesa da Lei"               |
| 16  | "Amusement Park Amezement"  | "O Caso do Parque de Diversões"  |
| 17  | "Bully For Atom Ant"        | "Tamanho Não é Documento"        |
| 18  | "Termighty Mean"            | "Deixe Esse Cupim Prá Mim"       |
| 19  | "Nine Strikes You´re out"   | "A Regra do Jogo"                |
| 20  | "Go West Young Ant"         | "Rumo ao Oeste"                  |
| 21  | "Knight Fight"              | "Que Formiga Valente!"           |
| 22  | "Pteraducktyl Soup"         | "Dando Sopa"                     |
| 23  | "Up in the Air Squares"     | "Tudo Pelos Ares"                |
| 24  | "Mouser-Rouser"             | "Me Aparece Cada Uma!"           |
| 25  | "Killer-Diller Gorilla"     | "O Gorila Matador"               |
| 26  | "Rock-a-Bye Boo-Boo"        | "A Mim Você Não Assusta"         |

## Dubladores

### Nos Estados Unidos
- Formiga Atômica: Howard Morris e Don Messick.

### No Brasil
- Formiga Atômica: Rodney Gomes.
- Narrador: Mariano Dublasievicz.